# Liste der Naturdenkmale in Modautal
Die Liste der Naturdenkmale in Modautal nennt die in Modautal im Landkreis Darmstadt-Dieburg in Hessen gelegenen Naturdenkmale. Sie sind nach § 28 Bundesnaturschutzgesetz (BNatschG) geschützt.
| Bild                          | Bezeichnung      | Ortsteil, Lage                               | Beschreibung | Art         | Nr. |
| ----------------------------- | ---------------- | -------------------------------------------- | --- | ----------- | --- |
| mehr Fotos \| Fotos hochladen | Lutherlinde      | Neunkirchen 49° 43′ 58,8″ N, 8° 46′ 26,4″ O  | Einzelbaum. Neben der Kirche auf dem Alten Friedhof in Neunkirchen. Holzschild „Lutherlinde 1883“, Widmung anlässlich des 400. Geburtstags von Martin Luther. Höhe 18 m, Umfang 2,86 m.                                                            | Sommerlinde |     |
| mehr Fotos \| Fotos hochladen | Wildfrauhausberg | Klein-Bieberau 49° 45′ 3,6″ N, 8° 46′ 4,8″ O | freiliegende Granitfelsgruppen. |             |     |
| Fotos hochladen               | 1 Eiche          | Neutsch 49° 46′ 15,6″ N, 8° 42′ 28,8″ O      | Einzelbaum. Auf der Großen Segetswiese östlich der Straße von Neutsch nach Ober-Beerbach. Höhe 21 m, Umfang 3,80 m. Geschützt seit 17. Juli 1970.                                                                                                  | Stieleiche  |     |
| BW                            | 2 Eichen         | Neutsch 49° 46′ 1,2″ N, 8° 42′ 10,8″ O       | Baumgruppe aus 2 Einzelbäumen. Westlich der Straße von Neutsch nach Ober-Beerbach. Nördlicher Baum: Höhe 24,5 m, Umfang 4,04 m, mit Blitzspur von der Krone bis zum Boden. Südlicher Baum: Höhe 23 m, Umfang 3,94 m. Geschützt seit 17. Juli 1970. | Stieleiche  |     |

## Belege
1. 1 2 3  
Karte "Umweltschutz". BürgerGIS Landkreis Darmstadt-Dieburg. Landkreis Darmstadt-Dieburg, abgerufen am 4. April 2020.
2. ↑  
Erste Nachtragsverordnung zur Sicherung von Naturdenkmalen im Landkreis Darmstadt. (pdf; 12 kB) Der Landrat des Landkreises Darmstadt, 8. Juli 1939, abgerufen am 21. Juli 2016.
3. 1 2 3  
Horst Bathon, Georg Wittenberger: Die Naturdenkmale des Landkreises Darmstadt-Dieburg mit Biotop-Touren, 2. erweiterte und vollständig überarbeitete Auflage. Hrsg.: Kreisausschuss des Landkreises Darmstadt-Dieburg – Untere Naturschutzbehörde (= Schriftenreihe Landkreis Darmstadt-Dieburg). Darmstadt 2016, ISBN 978-3-00-050136-4.
4. ↑  
Verordnung zur Sicherung von Naturdenkmalen im Landkreis Darmstadt. (pdf; 10 kB) Der Kreisausschuß des Landkreises Darmstadt, 28. November 1955, abgerufen am 21. Juli 2016.

- Karte mit allen Koordinaten:
- OSM |
- WikiMap